# Knobkierie
Der Knobkierie (oder auch nur Kerrie, Knobkerrie Tyindugu), von afrikaans Knob für Knauf und Khoisan Kieri für Stock, ist ein Wurf- und Schlagstock im südlichen und östlichen Afrika. Er wird unter anderem von den Ndebele und Zulu genutzt.
Der Knobkierie ist ein aus Hartholz geschnitzter Stock von etwa 70 cm Länge. Das Heft ist rund und glatt geschliffen. Das obere Ende ist verdickt und kann verschiedene Formen haben, etwa als Kugel, Linse, kantig, eiförmig oder auch als Menschen- oder Tierkopf. Man benutzt den Knobkierie als Schlagwaffe im Nahkampf oder auf weitere Entfernungen als Wurfwaffe. Das untere Ende ist oft angespitzt, um es zum Stechen zu benutzen.